# Andrés Otero
Andrés Otero Klein (Ñuñoa, 4 de julio de 1981) es un periodista y político chileno. Desde diciembre de 2018 hasta marzo de 2022, se desempeñó como subsecretario de Deportes bajo el segundo gobierno del presidente Sebastián Piñera. Actualmente se desempeña como gerente general en la Federación de Tenis de Chile.

## Familia y estudios
Nacido en Ñuñoa, Chile, es hijo de José Andrés Otero Cano y
Myriam Graciela Del Carmen Klein.
Realizó sus estudios primarios y secundarios en el Andree English School de La Reina. Luego, cursó los superiores como en la carrera de periodismo en la Universidad Diego Portales, y posteriormente efectuó un Master of Business Administration (MBA) en el Sport Management de la Universidad Europea de Madrid, España y un diplomado en gestión deportiva de misma casa de estudios.

## Trayectoria profesional
Ha ejercido su profesión como periodista, desempeñándose entre 2003 y 2009 en la sección de Deportes del diario La Segunda. En paralelo fue uno de los fundadores del portal Prensafutbol.cl, donde se dedicó a las tareas periodísticas hasta 2011.
En 2022 estuvo a cargo de los programas deportivos de la Dirección de Desarrollo Comunitario de la Municipalidad de Lo Barnechea y en enero de 2023 asume como gerente general en la Federación de Tenis de Chile.
Durante 2022 escribió y publicó el libro "Latidos Cruzados, relatos e historias de la Católica".

## Trayectoria política
Entre 2012 y diciembre de 2018, se desempeñó en el Ministerio del Interior y Seguridad Pública, cumpliendo funciones como jefe de Comunicaciones, asesor en Gestión y Operaciones, y finalmente asumiendo como director nacional del «Departamento Estadio Seguro» de la Subsecretaría del Interior.
En sus responsabilidades en el Gobierno de Chile, integró equipos de trabajo que coordinaron los siguientes eventos deportivos realizados en Chile: Copa América 2015, Copa Mundial Sub-17 de 2015, Campeonato Sudamericano Sub-17 de 2017 y la Copa América Femenina 2018; además de los comité que en la actualidad organizarían la final de la Copa Libertadores 2019 y el Campeonato Sudamericano Sub-20 de 2019.
El 5 de diciembre de 2018, fue designado en el marco del segundo gobierno del presidente Sebastián Piñera como subsecretario de Deportes, sucediendo al renunciado Kael Becerra.